# 披薩定理

切4刀，共8塊。兩色之面積相同。

披薩定理是平面几何学之中的一个定理。它指出，如果以圆盘中任意一个指定點為中心，切下n刀，使相邻的两刀隔的角度相同；然后按顺时针（或逆时针）的顺序给切出的各块交替染上两种颜色，将圆盘分为两个部分。那么有下列結論：
- 当n是大于2的偶数（n {\displaystyle =} 4,6,8,10,12,14,..），或有任一刀通過圓心时：两种颜色的部分面积一样大。
- 若任意一刀都不通過圓心，那么：
  - 当n {\displaystyle =} 1,2或n除以4余3（n {\displaystyle =} 1,2,3,7,11,15,..）的时候，包含圓心的部分面积比较大。
  - 当n大于4且除以4余1（n {\displaystyle =} 5,9,13,..）的时候，包含圓心的部分面积比较小。

这个定理之所以被称为披萨定理，是因为其中分割圆盘的方式类似于分披萨的过程。这个定理可以说明，当两个人用以上的方法分披萨的时候，谁能拿到更多的披萨。

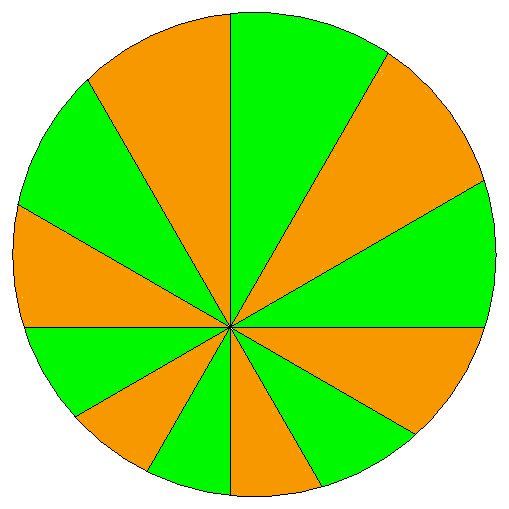
切6刀，共12塊。兩色之面積相同。

## 历史
披萨定理首先是作为一个数学难题在1967年的《数学杂志》上提出的，问题序号为660。提出此问题的人是L.J.厄普顿。这个问题的背景十分生活化，来源于两个人分比萨饼的公平问题：分披萨饼时常见的做法是过圆心切若干刀，将披萨尽可能均匀地分成若干份。然而很多时候并不能保证选取的圆心就是真正的圆心。如果过的圆心是错误的，那么即使“均匀地”切开披萨（每切一刀转过的角度都是相同的），每块披萨的大小也都不一样。这时候如果两个人按照顺时针（或逆时针）顺序轮流拿披萨吃，那么两个人吃掉的披萨是否一样多呢？如果将披萨看作是圆盘，那么这个问题就变成了一个几何问题。
在一个圆盘中指定一个点P，并过这一点切N刀，每切一刀转过的角度都相等（等于{\displaystyle \scriptstyle {\frac {\pi }{N}}}），然后按照顺时针顺序，将切成的2N块区域交替染成两种颜色。问两种颜色部分的面积大小关系。
厄普顿首先说明了切两刀时的情况，然后要求证明：切4刀的时候两部分的面积是一样的。1968年，《数学杂志》上登载了迈克尔·哥德堡对问题660的解答。解答中不仅解决了切4刀的问题，还解决了偶数刀时的情况。
1994年，拉里·卡特和斯丹·瓦根用割补法对切4刀的问题给出了一个直观的图解证明。他们的文章中还提到，堂·科波史密斯曾经利用圆周率π的超越性证明了切奇数刀的时候，两个部分面积不等，但没有给出更进一步的结果。同年，卡特、瓦根和约翰·邓肯在《数学杂志》上提出切3刀和切5刀的问题。
1995年，保罗·迪尔曼和里克·马布里在《数学杂志》上登载了3刀和5刀的解答，同时提出任意奇数刀的问题，邀请读者解决。2009年，保罗·迪尔曼和里克·马布里最终解决了奇数刀时的情况，至此披萨问题完全解决。

## 偶数刀的证明
切偶数刀的披萨问题是1967年开始提出的，并在一年之后就得到了解答。以下将切的刀数记为N，则每次切刀时转的角度是{\displaystyle \scriptstyle {\frac {\pi }{N}}}。当刀数N是偶数时，设N {\displaystyle =} 2n，则整个圆盘被分为2N {\displaystyle =} 4n份。

### N=2的情况

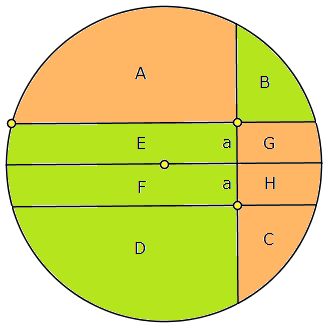

当刀数N {\displaystyle =} 2时，整个圆盘被分为4份。由对称性，不妨假设定点P在圆心的右上方（如右图），切的两刀分别是水平和垂直的。这时绿色的部分是包括圆心的部分。过圆心作一条水平线，再作P点关于这条直线的对称点P′，则P′点也在垂直的分割线上。过P点再作一条水平线，这样共将圆盘分为8份。其中：
A和D全等，B和C全等；
E的面积大于G，F的面积大于H。
所以，包含圆心的绿色部分的面积大于不包含圆心的粉红色面积。

### N=4的情况
N {\displaystyle =} 4时，2N {\displaystyle =} 8，圆盘被分为8份，每切一刀时转过的角度是45度。这个特例是1967年厄普顿首次提出披萨问题时的版本。1968年，哥登堡给出的证明是对于所有大于等于4的更广泛情况。

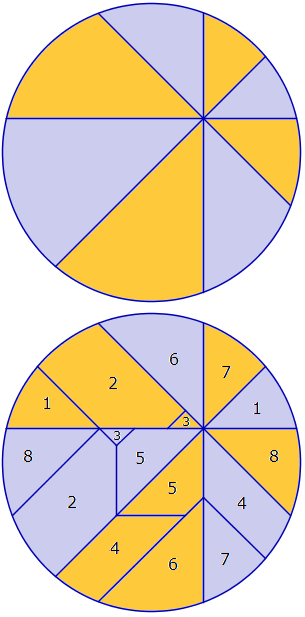

1994年，卡特和瓦根用割补法给出了一个直观的证明（见左图）。假设切的四刀将圆盘分成如左图所示的四个橙色部分和四个蓝色部分。则可以将每种颜色的部分继续分割，各分成8个更小的部分。如左图编号之后，其中相同数字对应的两个区块是全等的。这样就证明了，橙色的部分和蓝色的部分所占的面积是一样大的。这个证明的妙处是一目了然，而不必再用公式或语言叙述了。

### 一般情况
N {\displaystyle \geqslant } 4时的一般情况，证明的方法由迈克尔·哥德堡于1968年给出。这时候圆盘被分为2N份，每切一刀时转过的角度是{\displaystyle \scriptstyle {\frac {\pi }{N}}}度。思路是用极坐标的方式给出每一块的面积的积分表示，转化成一个代数问题。
不失一般性，设圆盘的半径是1。于是圆盘的面积等于π·12 {\displaystyle =} π。设最初的定点是P。不妨假设P在圆心O的右上方。以P为原点建立极坐标系，设向量OP的角度是β（右图蓝色角）。记{\displaystyle \scriptstyle \alpha ={\frac {\pi }{N}}}。设切N刀时留下的分割线的长度分别是{\displaystyle a_{0},a_{1},\cdots ,a_{2N-1}}（见右图），那么：

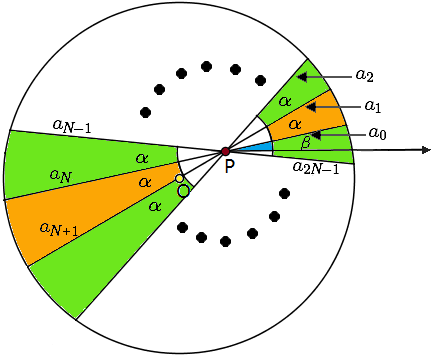

设在极坐标系中，圆上一点Q与P点定义的直线和水平x轴的夹角是θ，而记PQ的长度是r(θ)，那么
{\displaystyle a_{i}=r(\beta +i\alpha )}
而“第一块”图形（右图中右上角的橙色部分）的面积是：
{\displaystyle S_{1}={\frac {1}{2}}\int _{\beta }^{\beta +\alpha }r^{2}(\theta ){\rm {{d}\theta }}}
“第二块”图形（右上角偏上的绿色部分）的面积是：{\displaystyle S_{2}={\frac {1}{2}}\int _{\beta +\alpha }^{\beta +2\alpha }r^{2}(\theta ){\rm {{d}\theta }}}，“第i块”图形的面积是
橙色部分的总面积是：
{\displaystyle S_{r}=S_{1}+S_{3}+\cdots +S_{2N-1}}
{\displaystyle ={\frac {1}{2}}\int _{\beta }^{\beta +\alpha }r^{2}(\theta ){\rm {{d}\theta +{\frac {1}{2}}\int _{\beta +2\alpha }^{\beta +3\alpha }r^{2}(\theta ){\rm {{d}\theta +\cdots +{\frac {1}{2}}\int _{\beta +(2N-2)\alpha }^{\beta +(2N-1)\alpha }r^{2}(\theta ){\rm {{d}\theta }}}}}}}
{\displaystyle ={\frac {1}{2}}\int _{0}^{\alpha }r^{2}(\beta +\theta ){\rm {{d}\theta +{\frac {1}{2}}\int _{0}^{\alpha }r^{2}(\beta +2\alpha +\theta ){\rm {{d}\theta +\cdots +{\frac {1}{2}}\int _{0}^{\alpha }r^{2}(\beta +(2N-2)\alpha +\theta ){\rm {{d}\theta }}}}}}}
{\displaystyle ={\frac {1}{2}}\int _{0}^{\alpha }\left(\sum _{i=0}^{N-1}r^{2}(\beta +\theta +2i\alpha )\right){\rm {{d}\theta }}}
注意到对每个固定的θ，设β′ {\displaystyle =} β + θ，再对β′应用引理，就有：
{\displaystyle \sum _{i=0}^{N-1}r^{2}(\beta +\theta +2i\alpha )=N}
因此
{\displaystyle S_{r}={\frac {1}{2}}\int _{0}^{\alpha }N{\rm {{d}\theta ={\frac {N\alpha }{2}}={\frac {\pi }{2}}}}}
也就是说，橙色部分的面积是圆盘面积的一半。所以两种颜色的面积相等。

## 奇数刀的证明
切奇数刀时，定理说明两种颜色的部分面积不再相等了。数学家们在1990年代才猜到这一点。偶数刀的情况解决后，卡特、邓肯和瓦根在1994年提问对于N = 3或5的时候结果如何。1995年迪尔曼和马布里给出了答案。他们发现N = 3时包括圆心的面积更大，而N = 5的时候恰好相反。他们在证明N = 5的时候将含圆心部分的面积Sc和其余部分的面积Sr的差的一半记作ΔS，然后提出只要找到一般情况下ΔS对应的代数模型的性质，就可以解决一般的情况。

### N=3的情况
N = 3的时候，将圆盘切成6个部分，每切一刀转过的角度是60度。不妨假设最初的定点P在圆心的右上方，第三刀切出的分割线是水平线（如下图）。需要证明的是包括圆心的部分（蓝色，见下图1）的面积大于白色的部分。
证明的思路是过圆心O做水平线，然后将第一刀（左下至右上的一刀）切出的分割线与这条水平线的分割点记为Q。如果P = Q的话，那么有一刀过了圆心，这时候两个部分的面积相等（见下图2中的情况，红色部分面积等于白色部分）。假如P和Q不是同一个点，那么只要证明蓝色部分的面积大于红色部分的面积就可以了，因为后者是圆盘面积的一半。
将两个情况下的图（图1和图2）重叠，得到下图3,。其中的紫色部分是蓝色和红色部分的公共区域，因此只需要证明图3中剩余的蓝色部分面积大于红色面积。将各个色块如下图一半标记为a、b、c、d、e、f六块。色块c、d、e、f构成了一个（过圆心的）带状图形，色块a、b、e、f也构成一个（不过圆心的）带状图形。而这两个带状图形的高都是一样的，因为色块e的形状是正三角形，而这两个带状图形的高分别等于这个正三角形的两个不同顶点上的高。容易证明，色块c、d、e、f构成的带状图形的面积大于色块a、b、e、f构成的带状图形的面积（见图4）。因此消去e、f两色块后，得到蓝色部分的面积大于红色部分的面积。也就是说，图1中的蓝色部分的面积大于圆盘面积的一半，从而大于白色部分的面积。

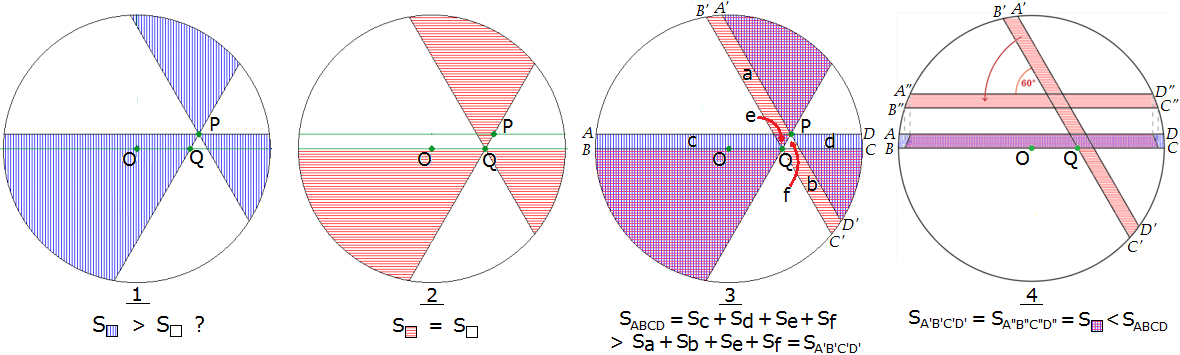

### N=5的情况
N = 5的时候，将圆盘切成10个部分，每切一刀转过的角度是36度。设包含圆心的部分为蓝色，其余部分为白色。证明的思路和N = 3的时候一样.过圆心做平行于某条分割线的切线，然后将它与另一条分割线的交点记为P*。要注意的是由于交点有若干个，证明中选取的是最接近圆心的一点作为P*点。
证明的方向也是将蓝色面积大于白色面积转化成证明蓝色面积小于红色面积。将蓝色部分和红色部分重叠后（见右图），首先可以验证：蓝色部分面积减去红色部分面积的差ΔS等于带状图形ABCD加上EFGH的面积减去带状图形A′B′C′D′加上E′F′G′H′的面积得到的差。

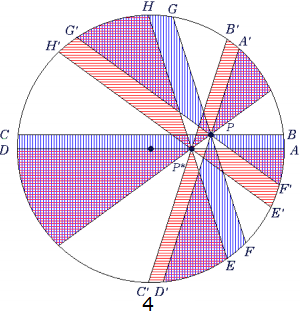

注意到带状图形的面积可以表示成两个弓形的面积之差。所以证明了以上的等式后，蓝红面积差实际上可以简化成：
{\displaystyle \Delta S=f\left(0,PP^{*}\sin \left({\frac {\pi }{5}}\right)\right)+f\left(OP^{*}\sin \left({\frac {2\pi }{5}}\right),PP^{*}\sin \left({\frac {2\pi }{5}}\right)\right)}
{\displaystyle -f\left(OP^{*}\sin \left({\frac {\pi }{5}}\right),PP^{*}\sin \left({\frac {2\pi }{5}}\right)\right)-f\left(OP^{*}\sin \left({\frac {2\pi }{5}}\right),PP^{*}\sin \left({\frac {\pi }{5}}\right)\right)}
其中的函数f是表示圆心距等于d，宽度为h的带状图形的面积：
{\displaystyle f(d,h)=s(d)-s(d+h)}
而函数s则是圆心距等于d的弓形的面积：
{\displaystyle s(d)=\cos ^{-1}(d)-d{\sqrt {1-d^{2}}}.} 其导数为{\displaystyle s'(x)=-2{\sqrt {1-x^{2}}}.}
因此，要证明ΔS小于0，可以转化为证明以上关于s的式子小于0。迪尔曼和马布里把函数s在0点展开，得到s的一个无穷级数展开式。经过一系列转化后，将问题变形为证明有关黄金比值{\displaystyle \scriptstyle g={\frac {{\sqrt {5}}+1}{2}}=2\cos \left({\frac {\pi }{5}}\right)}的不等式：
可以证明这个不等式成立，因此ΔS小于0，即蓝色面积比较小。

### 一般情况
1995年，迪尔曼和马布里证明了N = 3和5的情况後，希望能将N = 5的证明方法推广到一般的情况中去。证明分为两个部分。第一部分是证明“蓝色部分”面积减去“红色部分”面积的差ΔS等于两类相应的带状图形的面积和的差。第二部分则是将这个差表示成一系列s(x)的代数和，然后证明：
{\displaystyle (-1)^{\frac {N-1}{2}}\Delta S}小于0.
他们成功地将原命题转化成证明
{\displaystyle \forall N\geq 3,\,n\geq 3,\,1\leq k\leq n-1,\quad W(N,n,k)=(-1)^{\frac {N-1}{2}}\sum _{j=1}^{N}(-1)^{j-1}\sin ^{k}\left({\frac {j\pi }{N}}\right)\sin ^{(n-k)}\left({\frac {(j-1)\pi }{N}}\right)\geq 0}
并且仅当n小于N的时候等于0。
由于W(N, n, k)形式十分复杂，他们在寻找了14年后才发现了恰当的代数工具来证明以上不等式。2009年，他们在《美国数学月刊》发表了最后的证明。

## 类似问题和结论

### 披萨边定理

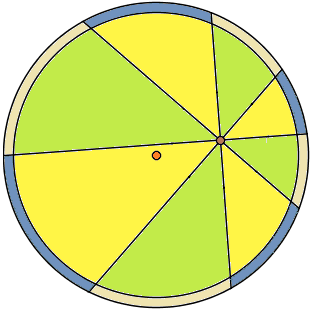
披萨被偶数刀等分时，披萨边（蓝色和灰色部分）也被等分。奇数刀则未必。

迪尔曼和马布里在2009年的证明论文中也探讨了所谓的“披萨边问题”。这可看做是披萨定理的应用。披萨边可以看做是披萨减去披萨内馅（也是圆形）后的部分，也就是两个同心圆之间的圆环。因此应用披萨定理，可以探讨按照披萨定理中的切法哪一部分的披萨边比较多。当切的刀数是偶数刀的时候，由于大圆和小圆都被等分为两部分，所以它们的差（圆环部分）也被等分为两部分。切的刀数是奇数刀的时候，还要分“薄边披萨”和“厚边披萨”来讨论。对于“薄边披萨”——两个同心圆的半径差不多，这时候的s函数近似于披萨时s函数的导数，用类似的方法可以推出和披萨相反的结论。也就是说，分得披萨较多的人，披萨边反而较少；分到披萨较少的人，披萨边会较多。
厚边披萨的s函数就不能近似于披萨s函数的导数了，所以还需要进一步分析。

### 等边长切法

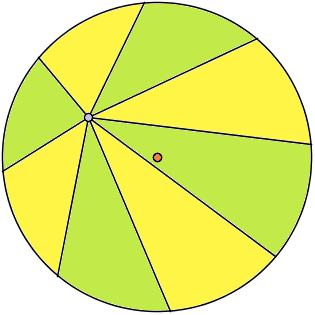
等边长的切法，将圆弧分为等长的8段。

如果切披萨的时候不是按照固定的角度，而是按照切下固定的边长（{\displaystyle {\frac {\pi }{N}}}弧度角）来分披萨，那么两部分的面积是否相等呢？答案是肯定的。无论切的刀数是偶数还是奇数，两个部分的面积都一样。这时两个人分到的披萨和披萨边都一定是一样多的了。

### 三维的情况
迪尔曼和马布里在2009年的证明论文中还探讨了披萨问题在三维空间中的推广。这时的问题不再是“切披萨”，而是“切布丁”或“切西瓜”了。也就是说，切分的对象从圆形变成了平底的三维旋转体，即横截面是圆形的三维物体。这时候，三维物体可以看成是无数个“同心”圆盘的叠加。所以三维空间中的情况仍然可以转化成关于s函数性质的讨论，所以在s的性质足够明确的时候，可以得到类似于披萨定理的结论。迪尔曼和马布里研究了半抛球体和半椭球体的情况，发现前者的性质和披萨的情况恰好相反，而后者在N {\displaystyle \geqslant } 5的时候，两个部分的体积永远相等。也就是说，如果按照分披萨的方法切半个西瓜，那么只要切的刀数大于等于5，无论切的刀数是奇数还是偶数，两个人分到的西瓜总是一样多。

### 多人分披萨
如果分披萨的人不止两个，问题就变得更加复杂了。1999年，赫史霍恩等人发现了一个特例下n人等分披萨的方法。他们证明了：如果将一个圆盘按照披萨定理中的切法切2n刀分成4n块，那么可以将其分为面积相等的n份，每份4块。具体方法是选择任一块后，再选择它旋转90度、180度以及270度之后位置的3块，一起作为一份。

## 外部連結
- （中文）也说Pizza问题：分享几个漂亮的证明 （页面存档备份，存于）